# Torre Colpatria
Der Torre Colpatria ist ein Wolkenkratzer in der kolumbianischen Hauptstadt Bogotá im Stadtbezirk Santa Fe. Mit seiner quadratischen Grundfläche und 196 Metern Höhe war er lange Zeit das höchste und repräsentativste Gebäude der Stadt, Stolz und Symbol des wirtschaftlichen Aufbruchs der Stadt und des Landes. Das Edificio Colpatria, wie es auch genannt wird, befindet sich an der Kreuzung der Avenida Eldorado und der Carrera Septima und schmiegt sich an die östliche Andenkette. Eigentürmer ist die kolumbianische Holding Grupo Colpatria.
Einen tollen Panoramablick über Bogotá erhält man, wenn man in den 48. Stock des Gebäudes hinauffährt. Die Öffnungszeiten für den Besuch des Aussichtspunktes Torre Colpatria sind freitags von 18–19 Uhr; samstags von 14–20 Uhr und sonntags 11–17 Uhr. Das Ticket kostet 7.000 COP (ca. 2 EUR) pro Person.
An der Fassade wurden bunte LED-Lichter angebracht. Seit dem 6. August 1998, zum Jahrestag der Stadt, verfügt der Turm über dieses Beleuchtungssystem, das Lichtstrahlen auf die weißen Pilaster projiziert. Die Farben der Projektorenfilter ändern sich dabei mehrmals pro Minute und erinnern an sich bewegende Wellen oder Fensterläden, die sich öffnen oder schließen. Manchmal sind die Strahlen auch aus den Farben der kolumbianischen Flagge zusammengesetzt.

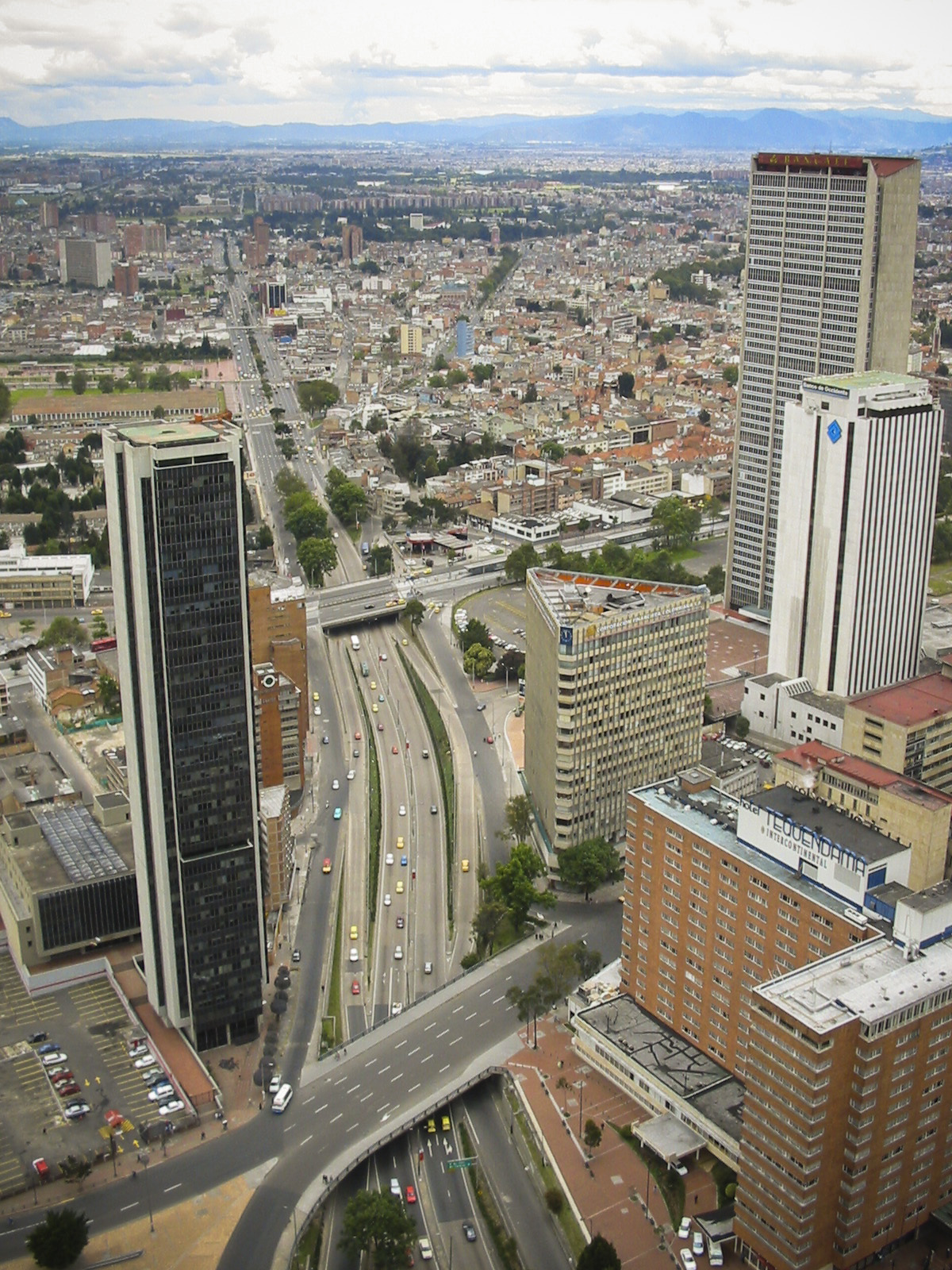
Blick vom Edificio Colpatria auf die Avenida Eldorado Richtung Westen.